# Liste der Bodendenkmale in Quitzdorf am See
In der Liste der Bodendenkmale in Quitzdorf am See sind die Bodendenkmale der Gemeinde Quitzdorf am See und ihrer Ortsteile nach dem Stand der Auflistung von Harald Quietzsch und Heinz Jacob aus dem Jahr 1982 aufgelistet. Eventuelle Änderungen und Ergänzungen, insbesondere aus der Zeit nach der Wende, sind nicht berücksichtigt, da für Sachsen aktuell keine neueren allgemein zugänglichen Bodendenkmallisten vorliegen. Die Baudenkmale sind in der Liste der Kulturdenkmale in Quitzdorf am See aufgeführt.
| Denkmal-ID | Fundart             | Ortsteil  | Bezeichnung                     | Zeitstellung    | Lage                                                                                                  | Bemerkungen                                                                                       | Bild |
| ---------- | ------------------- | --------- | ------------------------------- | --------------- | --- | ------------------------------------------------------------------------------------------------- | ---- |
| ?          | besonderer Stein    | Kollm     | Kreuzstein                      | Spätmittelalter | im Ort, in die östliche äußere Kirchhofsmauer eingemauert                                             | wohl Grabkreuzstein, Kreuzdarstellung, Schutz seit 22. Juli 1970                                  |      |
| ?          | besonderer Stein    | Kollm     | Steinkreuz                      | Spätmittelalter | im Ort, in die westliche äußere Kirchhofsmauer eingemauert                                            | Schutz seit 22. Juli 1970                                                                         |      |
| ?          | Grabmal > Grabhügel | Kollm     | Gruppe von über 40 Hügelgräbern | Bronzezeit      | nordwestlich des Orts am Südwesthang des Gemeindebergs, Forstabteilung 301                            | Schutz seit 28. Juni 1954, erneuert 13. Juli 1956                                                 |      |
| ?          | Befestigung > Burg  | Quitzdorf | Wasserburg „Raubschloss“        | Mittelalter     | östlich der Wüstung Quitzdorf, ehemals Aue des Schwarzen Schöps, seit 1972 durch Talsperre überflutet | Bühl, umfasst von doppeltem Graben und Wall, Schutz seit 16. Mai 1951, erneuert 1. September 1966 |      |
| ?          | besonderer Stein    | Sproitz   | Steinkreuz                      | Spätmittelalter | südwestlich des Orts in der Aue des Schwarzen Schöps, an der Seer Straße                              | Schwerteinzeichnung, Schutz seit 28. Juli 1970                                                    |      |